# Stenodynerus pullus
Stenodynerus pullus är en stekelart som beskrevs av Gusenleitner 1981. Stenodynerus pullus ingår i släktet smalgetingar, och familjen Eumenidae. Inga underarter finns listade i Catalogue of Life.